# Andrei Viorel Tacu

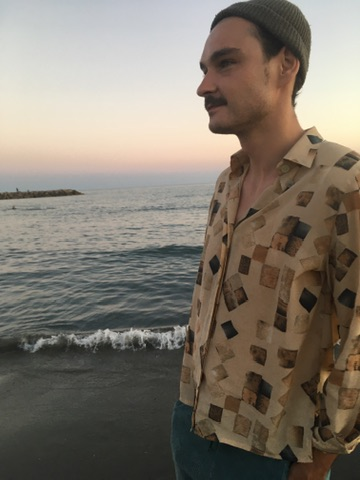
Tacu an der Côte d’Azur 2021

Andrei Viorel Tacu (* 28. November 1988 in Bukarest) ist ein rumänisch-schweizerischer Schauspieler.

## Leben
Tacu wuchs in Altstätten im St. Galler Rheintal auf. Nach einem nicht abgeschlossenen Studium an der Universität Zürich (BWL, Philosophie und Soziologie) begann er 2012 eine vierjährige Schauspielausbildung am Wiener Max Reinhardt Seminar, die er 2016 abschloss. Bereits während seines Studiums wirkte er in diversen Produktionen mit, unter anderem als Ferdinand im Sturm von William Shakespeare. Nach Gastspielen an deutschsprachigen Bühnen wie dem Stadttheater Bern, dem Akademietheater in Wien, dem Schauspielhaus Bochum und dem Hamburger Thalia Theater gehörte Tacu von 2016 bis 2019 dem Ensemble des Schauspielhauses Düsseldorf an. Hier war er neben anderen in den Shakespeare-Stücken Sturm, Der Kaufmann von Venedig und (als Mercutio) in Romeo und Julia zu sehen, ferner in Arthur Millers Hexenjagd und Michael Kohlhaas nach der Novelle von Heinrich von Kleist. 2015 wurde beim ITSelf Festival Warschau David Stöhrs Inszenierung von Frank Wedekinds Lulu, in der Tacu Jack the Ripper spielte, mit dem Ensemblepreis ausgezeichnet.
Im Fernsehen spielte Tacu unter anderem 2020 in der kontrovers diskutierten Tatort-Folge Ich hab im Traum geweinet eine Hauptrolle.
Tacu lebt in Zürich, Wien und Berlin und ist freiberuflich tätig.

## Filmografie (Auswahl)
- 2013: SOKO Donau – Mrs. D.
- 2016: Baumstämme im Schnee (Kurzfilm)
- 2018: Der Bestatter – Asche auf dein Haupt
- 2020: Tatort: Ich hab im Traum geweinet
- 2020: Jagdzeit
- 2021: Der Alte – Geister
- 2022: King of Stonks
- 2023: Der Bremerhaven-Krimi: Tödliche Fracht
- 2023: Polizeiruf 110: Nur Gespenster
- 2023: Die Toten von Marnow 2
- 2023: Die Notärztin
- 2023: Lu von Loser 2
- 2023: Der Zürich-Krimi
- 2024: Tatort: Siebte Etage
- 2024: Finsteres Herz – Die Toten von Marnow 2 (Fernsehserie)

## Theater  (Auswahl)
- 2016–2020 Schauspielhaus Düsseldorf
  - Hexenjagd von Arthur Miller – Regie: Evgeny Titov
  - Michael Kohlhaas von Heinrich von Kleist – Regie:  Matthias Hartmann
  - 1984 von George Orwell – Regie: Armin Petras
  - Stützen der Gesellschaft von Henrik Ibsen – Regie:  Tillman Köhler
  - Romeo und Julia von William Shakespeare, Regie: Bernadette Sonnenbichler
  - Der Sturm von William Shakespeare – Regie: Liesbeth Coltof
  - Der Kaufmann von Venedig von William Shakespeare – Regie: Roger Vontobel
  - Abiball von Lutz Hübner – Regie: Robert Lehniger
  - Heart of Gold – Regie: André Kaczmarczyk
- 2016 Akademietheater Wien
  - Schlangennest von Copi – Regie: Evgeny Titov

## Hörspiele
- 2020: Hui Buh – Regie: Simon Bertling – STIL Musik und Hörspiel
- 2020: Was ist was – Regie: Simon Bertling – STIL Musik und Hörspiel
- 2019: Der Kaufmann – Regie: Linda König – Bademuseum Zülpich
- 2018: NeuNuernberg (1. Teil: In der Zone) – Regie: Martin Heindel – WDR